# Sedum hirsutum subsp. hirsutum
Sedum hirsutum subsp. hirsutum é uma subespécie de planta com flor pertencente à família Crassulaceae. 
A autoridade científica da subespécie é All., tendo sido publicada em Fl. Pedem. 2: 122 (1785).

## Portugal
Trata-se de uma subespécie presente no território português, nomeadamente em Portugal Continental.
Em termos de naturalidade é nativa da região atrás indicada.

## Protecção
Não se encontra protegida por legislação portuguesa ou da Comunidade Europeia.